# Plasteikopf
Il Plasteikopf con 2.356 m s.l.m. è una montagna della Catena del Reticone nelle Alpi Retiche occidentali.